# 橫帶扁頜針魚
橫帶扁頜針魚（学名：Ablennes hians），又稱扁鶴鱵，俗名鲎鱼、青旗、學仔、白天青旗，為輻鰭魚綱鶴鱵目鶴鱵亞目鶴鱵科的其中一種。

## 分布
本魚分布於全世界的熱帶與溫帶的水域。包括：
- 東大西洋－維德角到安哥拉、那米比亞。
- 西大西洋－乞沙比克灣（Chesapeake Bay）、加勒比海、安地列斯群島、百慕達群島到巴西里約熱內盧。
- 西太平洋－來自日本南部經過印尼到澳洲的外海的海岸與島。
- 東太平洋－墨西哥到祕魯等海域。

## 深度
水深0至3（0.0至9.8英尺）。

## 特徵
本魚體甚側扁，略成帶狀，截面圓楔型，體高為體寬的2至3倍；兩顎突出如長喙，具帶狀排列之細齒，且具一行稀疏排列之大犬齒；鋤骨無齒；頭背部平扁，頭蓋骨背側之中央溝發育不良；主上齶骨之下緣於嘴角處完全被眼前骨所覆蓋；尾柄側扁，其高遠小於其寬，無側隆起稜；背鰭1枚，與臀鰭對在於體之後方，臀鰭鰭條數多於背鰭，背鰭據23至25枚軟條，臀鰭具25至27枚軟條，背鰭起點在臀鰭第5至7軟條基底之上方，兩者之前方鰭條均延長成鐮刀狀，此外背鰭後方數鰭條亦略延長；腹鰭基底位於眼前緣與尾鰭基底間之中央略前；尾鰭深開叉，下葉長於上葉；鱗細小，無鰓耙。體背翠綠色至暗綠色，腹部銀白色；體側具8至13條暗藍色橫帶；各鰭淡翠綠色，邊緣黑色；兩齶齒亦呈綠色。體長可達140公分。

## 生態
為表層游泳魚類，常嬉戲於河口域，常會因追逐獵物而跳出水面，因其佈滿銳利牙齒之長喙狀上下顎，極為危險，常有被傷之報導，而有水面殺手之稱。產卵時會進入海水與半淡鹹水交匯處，於近岸之海藻下產卵，一次產卵數千，其卵具纏絡絲。

## 經濟利用
可食用，其市場價格不高，尤其在夏季時，其腹部中有許多白色細長的寄生蟲，料理時須加煮熟。

## 亚种
- 寬尾頜針魚（学名：Platybelone argalus platyura）[3]

## 扩展阅读
維基物種上的相關：橫帶扁頜針魚